# Riaucourt
Riaucourt ist eine französische Gemeinde mit 409 Einwohnern (Stand: 1. Januar 2022) im Département Haute-Marne in der Region Grand Est. Sie gehört zum Arrondissement Chaumont und zum Kanton Chaumont-1. Die Einwohner werden Riaucourtois und Riaucourtoises genannt.

## Geographie
Riaucourt liegt an der Marne und dem parallel verlaufenden Canal entre Champagne et Bourgogne, etwa sieben Kilometer nordnordöstlich des Stadtzentrums von Chaumont. Umgeben wird Riaucourt von den Nachbargemeinden Bologne im Norden und Westen, Darmannes im Osten, Treix im Südosten sowie Brethenay im Süden und Südwesten.

## Bevölkerungsentwicklung
| Jahr                       | 1962 | 1968 | 1975 | 1982 | 1990 | 1999 | 2006 | 2019 |
| Einwohner                  | 343  | 320  | 513  | 408  | 445  | 446  | 478  | 477  |
| Quellen: Cassini und INSEE |      |      |      |      |      |      |      |      |

## Sehenswürdigkeiten
- Kapelle Méchineix, 1870 wieder errichtet